# Tyrannoscelio genieri
Tyrannoscelio genieri (лат.) — вид платигастроидных наездников из подсемейства Scelioninae. Южная Америка. Эндемики Бразилии. Назван в честь Francois Genier (Canadian Museum of Nature, Ottawa), собравшего типовую серию.

## Распространение
Южная Америка: Бразилия.

## Описание
Мелкие перепончатокрылые насекомые: длина тела от 3,5 до 4,2 мм. Основная окраска коричневато-чёрная. От близких видов отличается следующими признаками: вершиной фронтального выступа головы, на котором у самок 10 округлых зубцов; скульптура мезоскутума и скутеллюма продольно-морщинистая, внешний край жвал с 3 зубцами; нотаули длинные на мезоскутуме; дорзеллум округлый. Усики 12-члениковые. Нижнечелюстные щупики состоят из 4 сегментов, а нижнегубные — 2-члениковые. Формула члеников лапок: 5-5-5. Формула шпор голеней: 1-1-1. Отличаются строением головы, сильно выступающим вперёд фронтальным выступом и крупными вытянутыми мандибулами

## Таксономия
Вид был впервые описан в 2007 году в составе рода Tyrannoscelio канадским энтомологом Любомиром Маснером (Agriculture and Agri-Food Canada, Оттава, Канада) и американским гименоптерологом Норманом Джонсоном (Калифорнийский университет в Риверсайде, Риверсайд, США).